# 招商基金
招商基金管理有限公司是中華人民共和國一家基金公司，于2002年12月27日经中国证监会批准在深圳成立。成立時是是中国第一家中外合资基金管理公司。當時公司由招商证券、Ig Asset Management、中电财务有限公司、中因华能财务有限责任公司、中远财务有限贵任公司共同投资組建。後來招商银行持有公司55%股权，招商证券特有公司45%股權。招商基金在上海、成都、北京、深圳設有分公司。